# 손헌수
손헌수(1980년 3월 17일 ~ )는 대한민국의 희극인이자 트롯 가수이다. 그는 2000년 MBC 11기 공채 개그맨로 데뷔하였다.

## 학력
- 서울길동초등학교 졸업
- 동신중학교 졸업
- 상일미디어고등학교 졸업

## 출연작

### 방송
- 2001년 《코미디 하우스》- <허무개그>(MBC)
- 2005년 《코미디쇼 웃으면 복이 와요》(MBC)
- 2005년 《마법전사 미르가온》 - 손우형(아라유치원 선생님)(KBS)
- 2006년 《개그야》(MBC)
- 2009년 《하땅사》(MBC)
- 2011년 《웃고 또 웃고》(MBC)
- 2012년 《뮤직 코믹쇼》(MBC M)
- 2012년 《코미디에 빠지다》(MBC)
- 2014년 《코미디의 길》(MBC)
- 2014년 《7인의 식객》(MBC)
- 2016년 《웃찾사》(SBS)
- 2016년 《미스터리 음악쇼 복면가왕》 - 스파르타 석봉어머니 (MBC)
- 2016년 《노래싸움-승부》
- 2017년 《전국 톱 10 가요 쇼》 (ubc)
- 2017년 《열린음악회》(KBS1)
- 2018년 《나이야가라》(춘천MBC) 진행(2018~2022)
- 2019년 《6시내고향》(KBS1) <청년회장이 간다>, <붕붕이가 간다> 코너 진행(2019년 ~ 현재)
- 2019년 《아침마당》 (KBS1)
- 2020년 《TV는 사랑을 싣고》 (KBS1)
- 2020년 <휴먼다큐 사람이 좋다>(MBC) - 4월7일 358회 게스트
- 2020년 《행복한 아침》(채널A) - 5월22일 게스트
- 2020년 《보이스 트롯》(MBN) - 출연자
- 2020년 《나야나》(MBN)
- 2020년 《트롯파이터》(MBN)
- 2021년 《TV쇼 진품명품》 (KBS1)
- 2021년 《일꾼의 탄생》(KBS1) 진행 (2021년 12월 1일 ~ 2024년 6월 26일)
- 2023년 《속풀이쇼 동치미》(MBN)
- 2023년 《건강밥상 먹어야 돼지》(채널A)
- 2023년 《아침마당》(KBS1) - 3월14일 게스트
- 2023년 《아침마당-도전 꿈의 무대》(KBS1)

### 드라마
- 2003년 《야인시대》(SBS) ... 임화수의 비서 눈물의곡절 (차민섭) 역
- 2003년 《나는 달린다》(MBC)
- 2004년~2005년 《단팥빵》(MBC) ... 손헌수 역 (특별출연)
- 2005년 《서동요》(SBS)
- 2005년 《도로시를 찾아라》(MBC) ... 강코치 역
- 2005년 《마법전사 미르가온》(KBS2) ... 손우형 역
- 2013년 《구암 허준》(MBC)
- 2023년 《프레시우먼》(웹드라마)

### 영화
- 2004년 《돈 텔 파파》
- 2010년 《통키는 살아있다》 - 감독, 주연
- 2012년 《마음》 - 주연
- 2012년 《소심인》 - 감독, 주연, 각본

### 뮤지컬
- 2003년 《큐빅스 대모험》
- 2006년 《달고나》
- 2007년 《동키쇼》
- 2012년 《지저스 크라이스트 슈퍼스타》 - 헤롯역

### 뮤직 비디오
- 2011년 시크릿의 《오! 허니》
- 2011년 시크릿의 《샤이보이》
- 2011년 시크릿의 《별빛달빛》

## 앨범
- 2014년 《다녀오겠습니다》
- 2016년 3분 디스코
- 2017년 치킨런(CHICKEN RUN)
- 2018년 겟업(GET UP)
- 2019년 박수홍X손헌수(Get all right 외 총 7곡 수록)
- 2019년 전기뱀장어 - 손헌수 첫 트로트 앨범
- 2021년 빵빠레
- 2022년 관상타령

## 광고
- 2005년 오리온 초코파이

## 수상
- 2001년 MBC 방송연예대상 코미디부문 신인상 수상
- 2001년 백상예술대상 인기상